# Eric Franke
Eric Franke (* 16. August 1989 in Berlin) ist ein deutscher Bobsportler auf der Position des Anschiebers und ehemaliger Leichtathlet.

## Karriere
Eric Franke ist Sportsoldat und startet für den BSC Sachsen Oberbärenburg, zuvor für den SCC Berlin. Er wird von Carsten Köhrbrück und Gerd Leopold trainiert. Der Bundespolizist lebt in Berlin und hat einen Sohn. Seit der Kindheit ist er eng mit Florian Kunze befreundet.
Wie viele andere später zum Bobsport gewechselten Anschieber war Franke zunächst Leichtathlet. Als auf den 100- und 200-Meter-Lauf spezialisierter Sprinter nahm er mehrfach an Deutschen Meisterschaften teil. Mit der Staffel des SCC Berlin gewann er bei den Deutschen Meisterschaften 2010 in Braunschweig mit der 4-mal-100-Meter-Staffel die Bronzemedaille. 2011 gewann er in Kassel mit George Petzold, Maximilian Kessler und Lucas Jakubczyk den deutschen Meistertitel. Im Rennen über 200 Meter erreichte er den Finallauf und wurde Siebter. 2012 wurde die SCC-Staffel Vizemeister.
Franke begann 2014 mit dem Bobsport. Zu seinem ersten internationalen Einsatz kam er Anfang Dezember 2014 in La Plagne, wo er mit dem Piloten Albrecht Klammer im Zweierbob sogleich Zweiter hinter Simone Bertazzo in einem Europacuprennen wurde. Nach einem weiteren Rennen in La Plagne mit Klammer das auf Platz vier beendet wurde, kam er eine Woche später am Königssee zunächst im Zweierbob von Pilot Manuel Machata zum Einsatz und wurde Zweiter, einen Tag später gewann er mit Pilot Johannes Lochner sein erstes Rennen im Europacup. Einen Monat später war er wieder mit Pilot Klammer unterwegs, nun bei beider erstem Rennen im Bob-Weltcup. In Altenberg verpassten sie als Elfte noch die Top Ten. Eine Woche später erreichten beide diese und verpassten zugleich in Klammers zweiten und letztem Weltcuprennen als Viertplatzierte nur knapp das Podium. Danach musste Franke zunächst in Winterberg wieder im Europacup an den Start gehen, nun mit Pilot Richard Oelsner. Das Zweierbobrennen gewannen sie, in Frankes erstem internationalen Viererbobrennen verpassten sie als Vierte knapp das Podium. Diese Rennen waren zugleich Vorbereitung auf die Bob-Juniorenweltmeisterschaft 2015 in Altenberg, bei denen Ölsner/Franke den Titel gewannen. Der Titelgewinn war gleichzeitig die Qualifikation für die Bob-Weltmeisterschaften 2015 in Winterberg, bei denen sie den neunten Platz belegten. Im Europacup der Saison fuhr er viermal auf das Podium – immer mit einem anderen Piloten.
Seit der Saison 2015/16 gehörte Franke fest zum Bobteam von Pilot Nico Walther. Beim ersten Einsatz, einem Viererbobrennen in Altenberg Ende November 2015, fuhr Franke mit Walther, Marko Hübenbecker und Christian Poser als Zweitplatzierter erstmals auf das Podium. Das nächste Rennen am Königssee gewann er mit Walther, Hübenbecker und Gregor Bermbach. Ein weiterer Saisonsieg folgte in Park City. Weniger erfolgreich verliefen die Bob- und Skeleton-Europameisterschaften 2016 in St. Moritz, wo das Quartett Walther, Hübenbecker, Poser und Franke Fünfte wurden. Bei den Bob-Weltmeisterschaften 2016 in Innsbruck verpasste das Team in derselben Besetzung als Viertplatzierte eine Medaille um einen Rang. Franke bezeichnete das später als seinen bittersten sportlichen Moment.
In der Saison 2016/17 kam Franke zunächst zu wenigen Einsätzen, gehörte aber wieder fest zum Aufgebot, als es zu den Saisonhöhepunkten kam. Bei den Bob- und Skeleton-Europameisterschaften 2017 in Winterberg gewannen Walther, Kevin Kuske, Kevin Korona und Franke hinter dem Lochner-Viererbob die Silbermedaille. Im weiteren Saisonverlauf gab es mit einem zweiten Platz am Königssee eine weitere Podiumsplatzierung. Saisonhöhepunkt wurden die Bob-Weltmeisterschaften 2017 am Königssee. Franke kam erstmals seit längerer Zeit wieder im Zweierbob zum Einsatz und wurde mit Walther Achter. Besser lief es für beide mit Kuske und Korona im Viererbob, wo die Mannschaft bei einem deutschen Dreifachsieg hinter den zeitgleichen Weltmeistern Lochner und Francesco Friedrich die Bronzemedaille gewann.
Die olympische Saison 2017/18 begann mit einem Sieg von Walther, Kuske, Poser und Franke in Park City. In Königssee und Altenberg wurde zwei weitere Rennen gewonnen, in Winterberg wurde das Team Zweite, in Whistler Dritte. Schwächstes Saisonergebnis war ein fünfter Rang in Innsbruck. Das Rennen waren zugleich die Bob- und Skeleton-Europameisterschaften 2018, in deren Rahmen Walther, Kuske, Poser und Franke Vierte wurden. Höhepunkt der Saison wurden die Olympischen Winterspiele von Pyeongchang. Nach dem ersten Durchgang lagen Walther, Kuske, Alexander Rödiger und Franke auf dem dritten Rang, diesen hielten sie bis nach dem dritten Lauf. Obwohl mit der siebtbesten Laufzeit das schlechteste Ergebnis eines Einzellaufs erreicht wurde, konnte sich der Walther-Bob dennoch zeitgleich mit dem nach den drei ersten Durchgängen jeweils auf dem zweiten Rang liegenden Lokalmatadoren um Won Yun-jong auf dem Silberrang platzieren. Für de Gewinn der Silbermedaille bei den Olympischen Spielen 2018 wurden er und sein Bob-Team am 7. Juni 2018 mit dem Silbernen Lorbeerblatt ausgezeichnet.
National wurde er mit dem Walther-Bob 2017 Vizemeister.